# Молекулско моделирање
Молекулско моделирање је универзални израз који се користи за теоријске методе и компјутационе технике, али и изглед и понашање молекула. Технике које су у употреби се користе на пољима компјутационе хемије, компјутационе биологије и науке о материјалима за проучавање молекулских система, почевши од малих хемијских система до великих биолошких молекула и материјалних скупина. Она најједноставнија израчунавања могу „ручно“ да се обаве, али су ипак рачунари потребни за молекулско моделирање било ког система разумне величине. Заједничка тема техникама молекулског моделирања је и опис атомских нивоа датих молекулских система; појединачни атоми (или мање групе атома) садрже најмање података. Ово је супротно квантној хемији (такође познатој по израчунавању електронских структура) у којој се електрони посебно посматрају. Олакшица молекулског моделирања је да смањује сложеност система, допуштајући да се у току симулација узме у обзир много више делова (атома). 
Молекулска механика је врста молекулског моделирања, која користи класичну механику/Њутнову механику да објасни физичку основу модела. Модели молекула обично описују атоме (језгра и електроне, заједно) као наелектрисане тачке, којима је придружена маса. Интеракције између суседних атома су описане истезањем хемијских веза и ван дер Валсовим силама. За описивање ван дер Валсових сила се обично користи Ленард-Џонсов потенцијал. Електростатичке интеракције се заснивају на Кулоновом закону. Атомима се придружују координате Картегијанског простора, или неке интерне координате, а могу им бити придружене и величине у динамичкој симулацији. Атомске величине су повезане са температуром система, макроскопском величином. Универзална математичка релација је потенцијална функција, која је повезана са унутрашњом енергијом система (U), термодинамичком величином која представља суму потенцијалне и кинетичке енергије. Методе које минимизирају потенцијалну енергију су познате као „ energy minimization techniques“ (нпр. steepest descent и conjugate gradient), док су методе које моделирају понашање система у односу на проток времена познате као молекулска динамика. 
Е= Е_{везе} + Е_{угла} + Е_{водоничних} + Е_{невезаних}
Еневезаних= Еелектростатичких + ЕвандерВалсових
Ова функција, позната као потенцијална функција, представља потенцијалну енергију молекула као суму енергетских термова, који потичу од промене дужине веза, углова између веза и торзионих углова, све у односу на равнотежне вредности, плус термова који потичу од парова невезаних атома (у шта спадају ван дер Валсове и електростатичке интеракције). Скуп параметара који се састоји од равнотежних дужина веза, углова веза, наелектрисања, константи силе и ван дер Валсових параметара је шире познат као поље сила. Други вид молекулске механике користи мало другачије константе за потенцијалну функцију. Слична поља сила која се данас користе, су развијена захтевним квантним прорачунима и/или прилагођавањем експерименталних података. Техника позната као „ energy minimization techniques“ се користи за проналажење положаја нултог градијента свих атома, другим речима, за проналажење локалног минимума енергије. Стања ниже енергије су стабилнија и помно се испитују, због њихове улоге у хемијским и биолошким процесима. 

Симулација молекулске динамике, с друге стране, приказује понашање система у функцији времена. То подразумева решавање Њутнових законитости кретања, пре свега, другог закона, F=ma. Интеграција Њутнових закона кретања, користећи различите интеграционе алгоритме, води до једначина атомских трајекторија у простору и времену. Сила која делује на атом дефинисана је као негативан градијент функције потенцијалне енергије. Техника „ energy minimization techniques“ је корисна за добијање статистичке слике код упоређивања два стања система, док молекулска динамика обезбеђује информације о динамичким процесима у које су укључени и суштински закључци о температурним ефектима. 
Молекули могу бити моделирани или у вакууму или у присуству растварача, какав је вода. Симулација система у вакууму су „gas-phase“ симулације, док су оне које укључују присуство молекула растварача познате као „“ симулације. У другом типу симулација, ефекат растварача је прорачунат коришћењем емпиријских математичких израза; оне су познате као „“ симулације.
Методе молекулског моделирања се сада рутински користе за испитивање структуре, динамике и термодинамике неорганских, биолошких и полимерних система. Типови биолошких активности који се испитују молекулским моделирањем обухватају синтезу протеина, катализу ензима, стабилност протеина, конформационе промене повезане са биомолекуларном функцијом, молекулском структуром протеина, ДНК и комплекса који се налазе у мембрани.
Компјутациони молекулски модели су резултат математичких једначина које описују положај и понашање електрона и језгара. Развијено је неколико модела, који се користе зависно од симулације. Математички модели су подељени на класично механичке и квантно механичке принципе.
Класично механички приступ гледа на молекуле као на скуп атома и веза које се третирају као лопте и растегљива нит. Информације, као што су атомски радијус и промена дужине везе се користе да би се пронашао најбољи положај атома. То је брз и у већини ситуација, релативно тачан метод за лоцирање оптималне геометрије молекула. Ево неколико метода молекулске механике: MM+, који користи опште поље сила и три методе које користе специјализовано поље сила за биомолекуле: AMBER, BIO+, OPLIS.
Квантно механичке методе решавају Шредингерову једначину на два начина: семи-емпиријски и ab initio (што значи од почетка). 
Семи-емпиријске методе користе експерименталне податке да поједноставе Шредингерове једначине, да би могла брже да се реши. За ово појеностављење су развијене многе методе укључујући и Huckel, Extended Huckel, INDO-S и MNDO. Свака од њих има скуп параметара које су засноване на експерименталним мерењима за многа једињења. Неке од семи-емпиријских метода су: Extended Huckal, CNDO, INDO, MINDO/3, MNDO, AM1, PM3 (укључује прелазне метале), ZINDO/1 и ZINDO/S.
Ab initio методе, с друде стране, користе само математичке апроксимације. Док су ове методе теоријски „чисте“, оне су компјутерски компликованије и ослањају се на компјутере великих брзина. Неке од метода су STO-1G и D95. 
DFT (densiti functional theory – теорија густине расподеле) методе су направњене да побољшају тачност и прилив резултата ab initio метода користећи мањи број података.